# Kerstin Lindblad-Toh
Kerstin Anna Lindblad-Toh, född 13 juni 1970 i Stockholm, är en svensk professor i komparativ genomik vid Uppsala universitet och forskningschef vid Broad Institute i Cambridge i Massachusetts. Hon har rönt internationell uppmärksamhet för sina studier kring användandet av hund som modellorganism för människors sjukdomar och för att ha koordinerat arbetet med kartläggningen flera olika däggdjurs arvsmassa.

## Biografi
Lindblad-Toh, som är uppvuxen i Täby kommun, avlade masterexamen i molekylärbiologi vid Stockholms universitet 1993 och disputerade sedan 1998 vid Karolinska Institutet på en avhandling om genetiska avvikelser kopplade till neuropsykiatriska diagnoser. Hon följde upp studierna med arbetet som postdoktor hos Eric Lander i Boston och blev av honom befordrad till forskarguppschef för ett genomprojekt baserat på studier av möss. Därefter blev hon ansvarig för det nystartade Broad Institutes genomiksatsning The 29 Mammals Project, en studie av arvsmassan hos 29 särskilt utvalda däggdjur. Resultatet av projektet publicerades i den vetenskapliga tidskriften Nature 2011 med Lindblad-Toh som försteförfattare. Därefter fick hon 2009 en gästprofessur i genomik vid Uppsala universitet, Lindblad-Toh har sagt att uppdraget bland annat innebar en möjlighet att introducera sin familj och sina barn till hemlandet. Efter att ha erbjudits en professur i komparativ genomik samma år valde hon att stanna kvar vid Uppsala universitet.
Vid lanseringen av SciLifeLabs 2010 var hon platsansvarig för verksamheten i Uppsala och därefter co-director efter sammanslagningen med verksamheten i Stockholm. År 2015, efter samtidig tjänstgöring som professor, co-director för SciLifeLabs och ansvarig för det uppföljande däggdjursprojektet The 200 Mammals Project blev Lindblad-Toh sjukskriven en längre period. Därefter har hennes forskning fokuserat på kopplingar mellan olika gener i hundens arvsmassa och sjukdomsutveckling, vilket kan vara användbart i utvecklingen av nya behandlingar hos både djur och människa. Man har bland annat studerat hur gener, även i icke-kodande regioner av DNA, påverkar risken för hjärntumörer. Lindblad-Toh har uppgett att en av fördelarna med hundar som modellorganism är att de har framavlats till flera distinkta raser med olika typiska genetiska sjukdomar, vilket gör det lättare att ringa in de orsakande genetiska mutationerna. Under coronaviruspandemin 2019–2021 har hon deltagit i ett stort projekt för att identifiera djurarter, särskilt utrotningshotade sådana, som är känsliga för coronavirus och därför kan bli föremål för epizootier orsakade av sars-cov-2.
Lindblad-Toh är medförfattare till över 220 studier som citerats över 45 000 gånger totalt med ett h-index (2021) på 71.
Hon är gift med den grafiske designern Kai Siang Toh. Lindblad-Toh har uppgett att faktumet att hon föddes utan lungpulsåder och behövde särskild behandling bidragit till att hon intresserat sig för forskning, men att hon även intresserat sig för det för att hon tycker att det är roligt och att hon "alltid gillat att lägga pussel."

## Utmärkelser
- 2007 - Som en av 20 och enda svensk det året mottagare av European Young Investigator Award, med anslag värda 1,2 miljoner euro.[14]
- 2009 - Fernströmpriset (svenska priset) för "för sin banbrytande forskning inom komparativ genomik."[15]
- 2012 - Wallenberg Scholar.[16]
- 2012 - Invald i Kungliga Vetenskapsakademien med nummer 1629, i klassen för biologiska vetenskaper.[17]
- 2013 - Mottagare av anslag om 50 miljoner kronor från Vetenskapsrådet för att studera tumörutveckling i hund och människa.[18]
- 2013 - Göran Gustafssonpriset i molekylär biologi för "sina studier av däggdjurs arvsmassa, vilka lett till identifiering av de delar i arvsmassan som är funktionella.”[19][20]
- 2017 - Björkénska priset.[21]
- 2019 - Utnämnd till veterinärmedicine hedersdoktor vid SLU.[5]
- 2019 - Olof Rudbeckpriset.[22]
- 2020 - Invald i amerikanska National Academy of Sciences, i klassen för Djur, närings och tillämpad mikrobiell forskning.[3][23]